# 板橋区立中根橋小学校
板橋区立中根橋小学校（いたばしくりつ なかねばししょうがっこう）は東京都板橋区にある公立小学校。2015年度現在、児童数367人の中規模小学校（2クラス×6学年の12学級）。2012年（平成24年）に創立60周年を迎えた。

## 教育目標
〇健康な子ども、 ◎深く考える子ども、 〇最後までがんばる子ども、 〇心豊かで助け合う子ども

## 歴史
- 1952年（昭和27年）
  - 2月19日 - 学校建設着工。
  - 9月2日 - 開校（板橋区立板橋第八小学校から447名分離）。
  - 10月21日 - 校舎落成・開校式挙行。
- 1954年（昭和29年） - 校章、校歌、校旗を制定。
- 1969年（昭和44年）
  - 2月21日 - 板橋区研究奨励校（特活）として研究発表会を行う。
  - 11月1日 - 学研教育賞受賞。
- 1983年（昭和58年）2月25日 - 板橋区健康努力校として表彰される。
- 1986年（昭和61年）2月20日 - 東京都よい歯の努力校として表彰される。
- 2001年（平成13年）
  - 4月1日 - ボランティア活動普及事業協力校。学校給食の民間委託が開始。
  - 4月23日 - 人権の花運動協力校。
- 2009年（平成21年）4月1日 - 学校用務の民間委託が開始。
- 2010年（平成22年）
  - 5月22日 - 日本善行会より青少年善行表彰（公共生活への貢献）
  - 6月9日 - 文部科学省「コミュニケーション能力の育成に資する児童生徒の芸術表現体験事業」実施。
- 2011年（平成23年）4月1日 - 放課後対策授業「あいキッズ」開設。

## 交通
- 東武東上線 中板橋駅下車　徒歩6分。
- 都営地下鉄三田線 板橋本町駅下車　徒歩10分。

## 著名な関係者
出身者・在籍者
- ちあきなおみ（元歌手、2年途中まで在校）
- 生田智子（女優）
- TOKI（ミュージシャン）
- 高木延秀（元俳優）

元PTA会長
- 三遊亭愛楽（落語家、2006年度）